# Perirhithrum marshalli
Perirhithrum marshalli är en tvåvingeart som beskrevs av Mario Bezzi 1920. Perirhithrum marshalli ingår i släktet Perirhithrum och familjen borrflugor. Inga underarter finns listade i Catalogue of Life.